# أنكمومايس ماليري
الأنكمومايس ماليري (باللاتينية: 'Anchomomys' milleri) هي جنس منقرض من الرئيسيات ليموريات الشكل في رتبة الهباريات التي عاشت في أفريقيا خلال أوائل العصر الأيوسيني المُتأخر. كان يُعتقد في البداية أنه عضو في جنس الأنكمومايس الأوروبي، ولكن في وقت لاحق تمت موازنته مع ليموريات جبلية الشكل، على الرغم من الحاجة إلى من أنه إيجاد اسم جديد.